# Stephen Allen Benson
Stephen Allen Benson (ur. 21 maja 1816 w Cambridge, Maryland zm. 1865 w Grand Bassa w Liberii) – prezydent Liberii od 7 stycznia 1856 do 4 stycznia 1864.
Urodzony w Cambridge, w amerykańskim stanie Maryland; jego rodzicami byli wyzwoleni afrykańscy niewolnicy. W 1822 byli ekspatriowani do nowo-utworzonej Liberii na statku „Brig Strong”.